# Agrilus cupricauda
Agrilus cupricauda es una especie de insecto del género Agrilus, familia Buprestidae, orden Coleoptera.
Fue descrita científicamente por Saunders en 1867.